# Maeslantkering
La barrera de Maeslant (Maeslantkering) forma part del Pla Delta i es va acabar de construir el 1997. Va ser proposada pel Ministeri d'Aigua i Obres Públiques un any després de l'obertura de la barrera del Oosterschelde. Es tracta d'una barrera de tempesta, no a Zelanda sinó en el Nieuwe Waterweg. Al voltant de Rotterdam ja no era necessari pujar els dics però sí era important construir una barrera que es pogués tancar no més d'una o dues vegades cada 10 anys, sense destorbar el transport marí. Aquesta barrera consisteix en dues comportes d'acer que podien enfonsar-se i que es poden col·locar als costats de la costa lluny dels molls.

## Funcionament

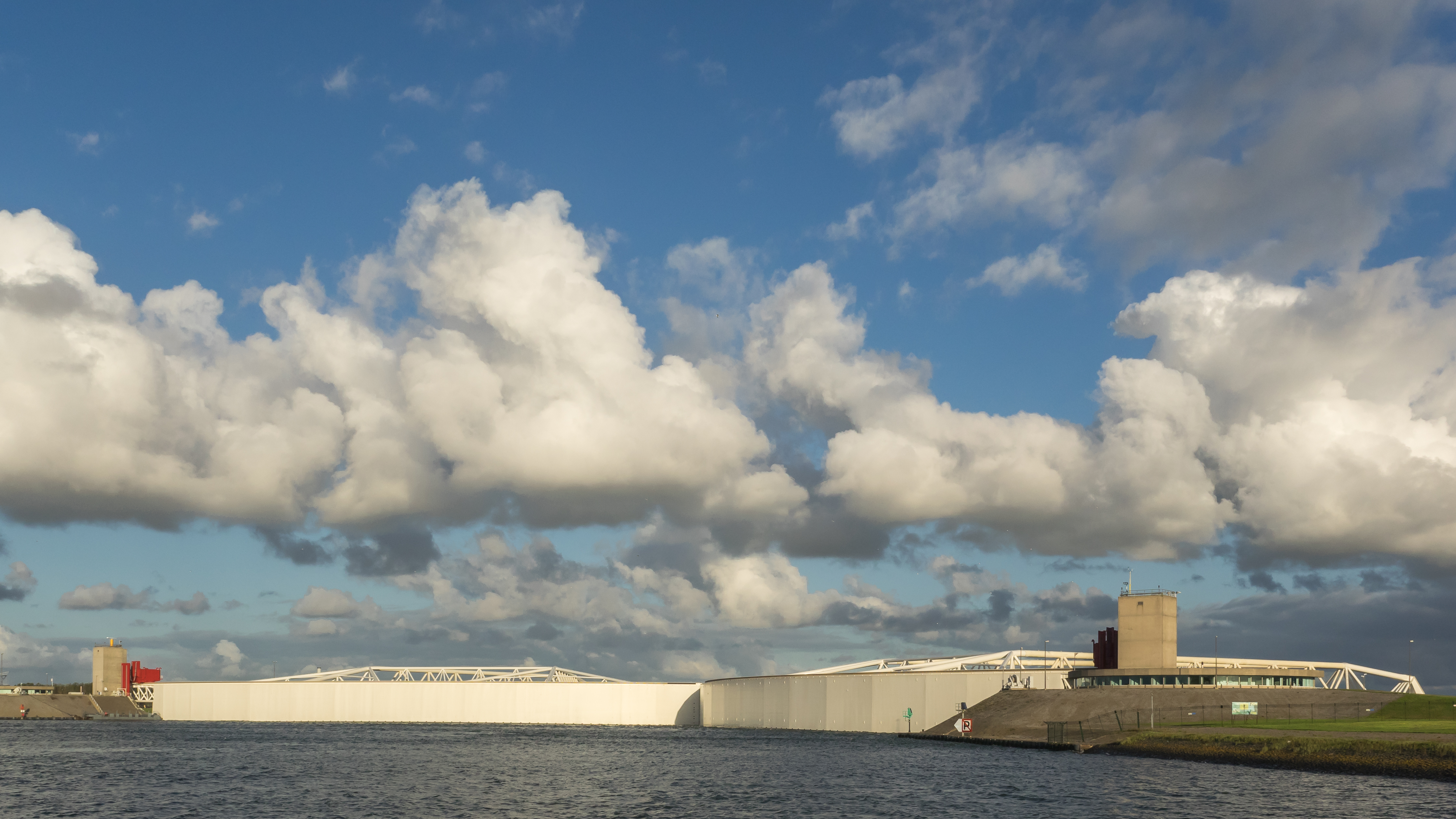
El Maeslantkering amb les barreres tancades

Quan el nivell de l'aigua és de 3 metres per sobre del NAP (nivell normal de l'aigua a Amsterdam) els braços de la barrera tanquen el canal que mesura 360 metres d'ample. Cada comporta mesura 240 m de llarg. Durant circumstàncies normals aquestes comportes es troben completament obertes de manera que els vaixells poden passar sense complicacions i tenir accés al port de Rotterdam. Les comportes romanen en uns ports que mesuren 210 metres de llarg i que es troben als dos costats de la costa.

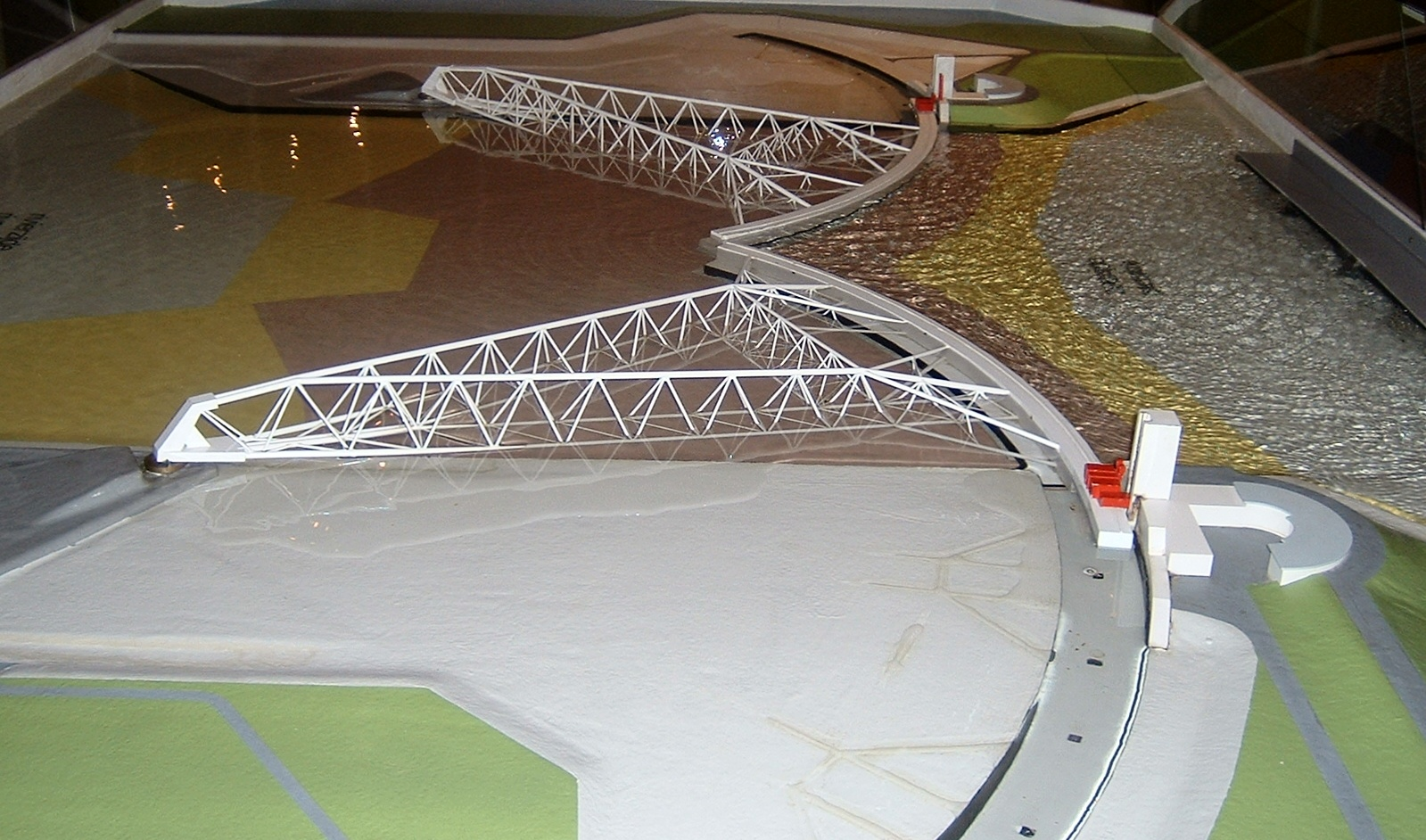
Maqueta del Maeslantkering amb les barreres tancades

Durant marees vives els ports s'omplen d'aigua i les comportes buides comencen a surar. Després es desplacen dins l'aigua en un procés que dura aproximadament mitja hora. Quan les comportes es troben a la meitat de la cadena s'obren unes vàlvules les quals fan que les comportes s'omplin d'aigua. Això fa que les portes s'enfonsin al fons. En el fons, justament a sota de les comportes es troba un encaix de ciment a on les portes s'ajusten. Ara bé, aquest encaix de ciment s'omple de llim però per tancar el Nieuwe Waterweg correctament els braços han d'encaixar. Per aconseguir-ho les portes queden una mica per damunt del llindar, d'aquesta forma la forta pressió de l'aigua sota les portes neteja el encaix. Després d'una hora, els braços descansen sobre l'orifici net. El nivell d'aigua al costat del mar és més gran que el nivell d'aigua al costat del riu. La força que fa l'aigua davant la barrera durant una tempesta és igual a 350 mega newtons: això és equivalent al pes de 350.000 homes forts carregant 100 quilograms. La forma especial de la barrera fa que aquesta diferència de pressió es pugui controlar.

## Fons
«La barrera de Maeslant (Maeslantkering)» (en espanyol).   Deltawerken (Pla Delta), 2004. [Consulta: 8 agost 2017].